# Luis Carlos Carvajal
Luis Carlos Carvajal (Puerto Tejada, Cauca, 16 de septiembre de 1990) es un futbolista colombiano. Juega como delantero y actualmente milita en el Platense Fútbol Club de la Liga Nacional de Honduras.

## Clubes
| Club                     | País     | Año         |
| ------------------------ | -------- | ----------- |
| Atlético Veragüense      | Panamá   | 2011        |
| Plaza Amador             | Panamá   | 2011        |
| Árabe Unido              | Panamá   | 2012 - 2013 |
| Universitario de Popayán | Colombia | 2013 - 2014 |
| Platense                 | Honduras | 2015 -      |